# Мбику
Мбику (фр. Mbikou) — деревня и супрефектура в Чаде, расположенная на территории региона Восточный Логон. Входит в состав департамента Нья.

## Географическое положение
Деревня находится в южной части Чада, к югу от реки Западный Логон, на высоте 508 метров над уровнем моря.
Населённый пункт расположен на расстоянии приблизительно 410 километров к юго-востоку от столицы страны Нджамены.

## Население
По данным официальной переписи 2009 года численность населения Мбику составляла 17 110 человек (8262 мужчины и 8848 женщин). Население супрефектуры по возрастному диапазону распределилось следующим образом: 53,2 % — жители младше 15 лет, 43,3 % — между 15 и 59 годами и 3,5 % — в возрасте 60 лет и старше.

## Транспорт
Ближайший аэропорт расположен в городе Мунду.